# Roosi
Koordinaten: 57° 57′ N, 26° 55′ O

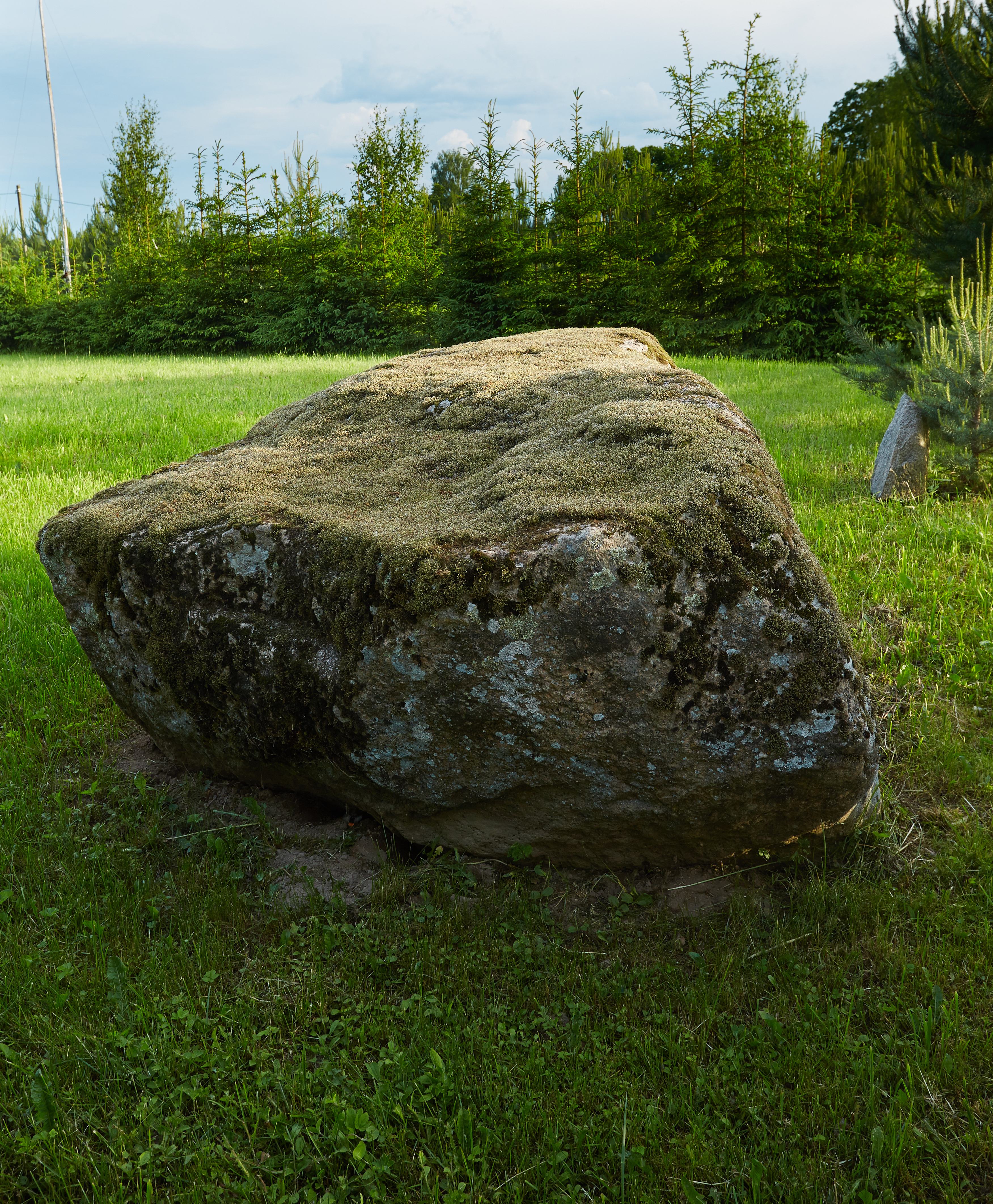
Findling

Roosi ist ein Dorf (estnisch küla) im Südosten Estlands. Es gehört zur Gemeinde Põlva (bis 2017 Laheda) im Kreis Põlva.
Das Dorf hat 62 Einwohner (Stand 31. Dezember 2011).

## Findling
Bekannt ist Roosi vor allem für seinen Findling, den Soehavva rändrahn. Der Stein hat einen Umfang von 10,2 Metern. Er ist 1,2 Meter lang.